# Партнёр (фильм, 1968)
«Партнёр» (итал. Partner) — третий полнометражный фильм итальянского режиссёра Бернардо Бертолуччи, который называет его «шизофреническим фильмом о шизофрении».

## Сюжет
Джакобе, молодой преподаватель литературы, увлечён театром жестокости Арто и пластическими возможностями киноэкспрессионизма. Он представлен зрителю читающим сценарий фильма «Носферату». Имя Джакобе — отсылка к Якову Голядкину, герою повести Достоевского «Двойник». Подобно Голядкину, он неравнодушен к девушке по имени Клара. 
Сознание главного героя, то и дело декламирующего манифесты Арто и Годара, постепенно распадается, а его тень обретает самостоятельное существование. Определить, где «настоящий» Джакобе, а где его копия, становится всё сложнее. Происходящее на экране начинает напоминать стандартную постановку театра жестокости.

## В ролях
- Пьер Клементи — Джакобе
- Тина Омон — продавщица
- Серджио Тофано — Петрушка
- Джулио Чезаре Кастелло — профессор Моццони
- Стефания Сандрелли — Клара
- Романо Коста — отец Клары

## Интересные факты
Свою единственную в сорокалетней карьере небольшую роль в фильме (Студент) сыграл итальянский режиссёр и сценарист Сальваторе Сампери.